# Nuevo San Juan Parangaricutiro
Nuevo San Juan Parangaricutiro, auch San Juan Nuevo Parangaricutiro, ist ein auf 1880 m Höhe gelegener Ort im mexikanischen Bundesstaat Michoacán. Nuevo San Juan Parangaricutiro ist der Verwaltungssitz des Municipio Nuevo Parangaricutiro und liegt auf der Meseta Tarasca in der Nähe des Vulkans Paricutín. 2010 hatte der Ort 14.772 Einwohner.

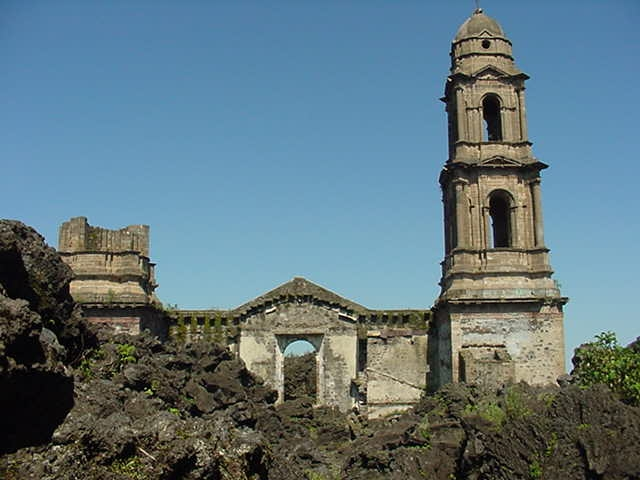
Der alte Kirchturm von San Juan Parangaricutiro ragt aus der Lava heraus

Der Ort Nuevo San Juan Parangaricutiro wurde 1944 neu gegründet, nachdem der Ausbruch des Paricutín 1943 die weiter nordwestlich gelegene alte Siedlung San Juan Parangaricutiro zerstört hatte. Die neue Siedlung lebt wegen der Nähe zum Vulkan und wegen der Ruinen des alten Dorfes – nur noch Teile der alten Kirche ragen aus der erstarrten Lava heraus – hauptsächlich vom Tourismus.

## Zungenbrecher
Der – nicht reale – Name Parangaricutirimícuaro für den Ort, gebildet aus Parangaricutiro und der regionaltypischen Endung für Ortsnamen -cuaro im Taraskischen, ist vor allem als Teil eines Zungenbrechers bekannt:
"El pueblo de Parangaricutirimícuaro se va a desparangaricutirimicuar. Quien logre desparangaricutirimicuarlo primero será un gran desparangaricutirimicuador."